# Lillträsket (Överluleå socken, Norrbotten, 731711-177806)
Lillträsket är en sjö i Bodens kommun i Norrbotten och ingår i Altersundets huvudavrinningsområde. Sjön har en area på 0,189 kvadratkilometer och ligger 5 meter över havet. Sjön avvattnas av vattendraget Lörbäcken.

## Delavrinningsområde
Lillträsket ingår i det delavrinningsområde (731642-177880) som SMHI kallar för Mynnar i Persöfjärden. Medelhöjden är 25 meter över havet och ytan är 15,35 kvadratkilometer. Räknas de 2 avrinningsområdena uppströms in blir den ackumulerade arean 74,13 kvadratkilometer. Lörbäcken som avvattnar avrinningsområdet har biflödesordning 2, vilket innebär att vattnet flödar genom totalt 2 vattendrag innan det når havet efter 20 kilometer. Avrinningsområdet består mestadels av skog (70 procent). Avrinningsområdet har 0,19 kvadratkilometer vattenytor vilket ger det en sjöprocent på 1,2 procent.